# Nymö landskommun
Nymö landskommun var tidigare en kommun i dåvarande Kristianstads län.

## Administrativ historik
Kommunen bildades i Nymö socken i Villands härad i Skåne när 1862 års kommunalförordningar trädde i kraft. 
Vid kommunreformen 1952 uppgick kommunen i Fjälkinge landskommun som 1971 uppgick i Kristianstads kommun.